# ادعاءات سوء السلوك الجنسي ضد بيل كلينتون

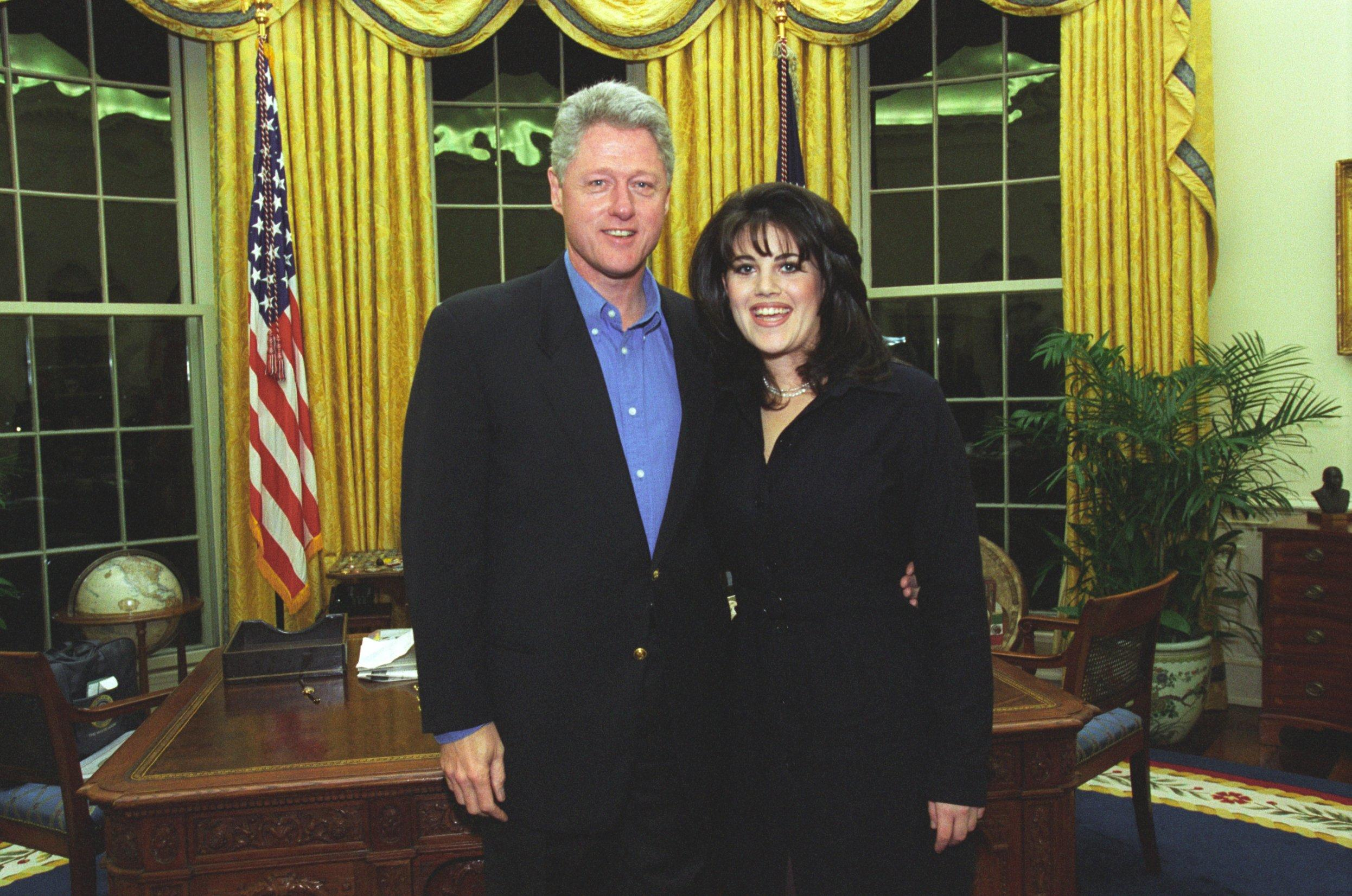
بيل كلينتون ومونيكا لوينسكي - 1997

بيل كلينتون هو رئيس الولايات المتحدة الثاني والأربعون حيث تقلَّد المنصب في الفترة ما بين 1993 و2001. اتُّهم علنا في قضايا سوء السلوك الجنسي خاصة من قِبل ثلاث نساء: خوانيتا برودريك التي اتهمته باغتصابها في عام 1978؛ كاثلين ويلي التي اتهمته بلمسها في مناطق حساسة ومحاولة اغتصابها عام 1993؛ ثم بولا جونز التي اتهمته بالتحرش بها في عام 1991.
كانت جونز أول من فجَّرت قضية سوء السلوك الجنسي هذه عندما كشفت على «الواقعة» عام 1994 أما ويلي وبرودريك فقد رويا قصتهما في الفترة ما بين 1998 و1999.
رفض كلينتون بشدة كل التهم، وقد رد عليهم من خلال موكليه وممثليه ومحاميه الذين شككوا في مصداقية المتهِمات، خاصة أن برودريك وويلي كانتا قد شهدتها سابقا تحت القسَم بأن كلينتون لم يقم بأي تصرف غير مرغوب فيه. هذا بالإضافة إلى أن العديد من الشهود الذين تربطهم علاقة مقربة بويلي جونز قد أكدوا على أن ويلي كانت راضية على بيل بل كانت راغبة في لقاءه والتعرف عليه.
باعتبار أن هيلاري كلينتون المرشحة الديمقراطية في انتخابات 2016 هي زوجة بيل وبعد فضيحة سوء السلوك الجنسي من قبل المرشح الجمهوري دونالد ترامب عادت فضائح بيل الجنسية إلى الواجهة؛ حيث قام الإعلام بإعادة إحيائها وبإعادة فتح بعض من المواضيع مجددا. وكانت برودريك وويلي جونز قد عادتا إلى إلى الظهور في وسائل الإعلام وانتقدتا بشكل لاذع هيلاري متهما إياها بتمكين زوجها من النجاة من عقوبة الاعتداءات الجنسية.
خلال 1990 شكك معظم الديمقراطيين في الاتهامات المنسوبة لبيل وقالوا أنهم يثقون في بيل ويثقون بأنه لا يُمكنه القيام بمثل هكذا أفعال. لكن في عام 2017 وفي أعقاب فضيحة هارفي وينشتاين الجنسية التي هزَّت الولايات المتحدة عادت أصابع الاتهام مجددا نحو بيل وبات بعض من الديمقراطيين يشكون في بيل وفي أنه قام بما نُسب له من تحرش واغتصاب فعلا ولم تكن مجرد ادعاءات.

## خوانيتا برودريك
في عام 1999 وخلال حلقة بثتها قناة إن بي سي، صرَّحت سيدة تُدعى خوانيتا برودريك أن بيل كلينتون قد تحرش بها في أواخر 1970 قبل أن يجرها رغما عنها لغرفة في فندق لم تتعرف عليه ثم قام باغتصابها هناك. تُفصل وتقول خوانيتا أنها وافقت على لقاء كلينتون لشرب القهوة في بهو الفندق؛ ثم طلب منها الذهاب إلى غرفتها لمواصلة شرب القهوة وذلك بهدف تجنب حشد الصحفيين؛ فوافقت في اعتقاد منها أن نيته صادقة؛ لكنها تفاجئت وصُدمت عندما تحرَّش بها بيل ثم اغتصبها عندما استغل العزلة داخل الغرفة؛ وذكرت خوانيتا حينها أنها خلَّفت جروحا على مستوى شفتي بيل وذلك بسبب مقاومتها له عندما كان يعضها من فمها. في عام 1999 نفى محامي كلينتون ما قالته برودريك ووصفها بالكاذبة وبأن كل ما قالته مجرد افتراء.
أنصار كلينتون شككوا في حكاية خوانيتا واتهموها بالكذب خاصة أنها أنكرت أنه قد تم اغتصابها عندما كانت في مخفر الشرطة، وفي مقابلتها الجديدة مع نفس القناة _قناة إن بي سي_ عاودت «مزاعمها» وتأكيدها على أن بيل اغتصبها ثم شرحت سبب رفضها الاعتراف في مخفر الشرطة وذلك حمايةً لخصوصيتها. وكان أنصار كلينتون قد واصلوا الضغط على خوانيتا لحثها على التراجع عما قالته وبعد أسابيع من الاغتصاب المزعوم قالت خوانيتا إنها لا تذكر اليوم أو الشهر الذي وقعت فيه الحادثة المفترضة.

## بولا جونز
وفقا لما صرحت به بولا جونز في 8 مايو عام 1991، فإن كلينتون اصطحبها لليتل روك في أركنساس، حيث اقتراح عليها التعرف عليه وعرض نفسه عليها. ادعت بولا فيما بعد أنها بقيت صامتة حول الحادث حتى عام 1994 عندما روت ديفيد بروك قصتها في المجلة المطبوعة متفرج أمريكا.
في عام 1994 رفعت جونز دعوى قضائية اتحادية ضد كلينتون بدعوى التحرش الجنسي، وخلال مراحل الدعوة كان محامي جونز يضغط على بيل في كل مرة ويطرح عليه أسئلة حول نشاطه الجنسي وتاريخه كما حاول الخلط بين القضايا عندما طرح عليه أسئلة محرجة حول طبيعة العلاقة التي تجمعه مع مونيكا لوينسكي؛ فأنكر كلينتون علاقته بهذه الأخيرة وكان المحامي يهدف إلى العثور على نقطة تناقض من شأنها سجن بيل من خلال اتهامه بالحنث باليمين وعرقلة سير العدالة.
في بادئ الأمر كانت القضية مهمة وأثارت العديد من الجدل؛ إلى أن تدخل بعض الشهود على الخط بما في ذلك شقيقتها وشقيقها اللذان أكدا على أن ما روته بولا غير صحيح خاصة بعدما حكت لهم عن علاقتها مع بيل وقالت بأنها كانت «سعيدة» معه وكان «لطيفا» معها. وبالإضافة إلى ذلك فجونز قد باحت بسر لصديقاتها مفاده أن هناك تشوه على قضيب كلينتون؛ إلا أن هذا الادعاء قد تبين أنه غير صحيح وكاذب بعدما تأكد المحققون من ذلك.
في نيسان/أبريل 1998 رفض قاضٍ جمهوري الدعوى التي رفعتها جونز بسبب افتقارها للجدارة القانونية. ولكن جونز ناشدت القاضي وطلبت منه التريت في الحكم باعتبار أن القضية لم تكتمل بعد؛ خاصة بعدما استشهدت بقضية مونيكا لوينسكي في آب/أغسطس 1998 والتي قال فيها بيل إن لم يُمارس أي علاقة مع لوينسكي قبل أن يتم التأكد من أنه يكذب فتم اتهامه بالحنت بالقسم والكذب من أجل تغيير مجرى العدالة لصالحه. قدَّمت بولا استئنافا وفي خضم محاكمة بيل؛ طلب القاضي منه إعادة القَسم وأكد على أنه قد يُسجن في حالة ما عاود الكذب بخصوص تاريخه الجنسي. في نهاية المطاف وافق كلينتون على الخروج من المحكمة والقيام بتسوية مع بولا دون الوصول للقانون مجددا؛ فدفع بيل لمحامي جونز ما قيمته $850,000 لإسقاط الدعوى وقد استُخدم غالبية هذا المال في دفع الرسوم القانونية لجونز.

## كاثلين ويلي
في عام 1998 زعمت سيدة تُدعى كاثلين ويلي أن كلينتون تحرش بها في مكتب البيت الأبيض في عام 1993. وكان كين ستار قد منح المدَّعِية كاثلين حصانة لحمايتها من ضغط محامي بيل ولمساعدتها في الإدلاء بشهادة منفصلة خلال التحقيق.
قامت ليندا تريب موظفة في البيت الأبيض بتسجيل محادثات هاتفية جرت بين مونيكا لوينسكي وبيل، كما سجلت مكالمات أخرى تمَّت بين بيل وكاثلين ويلي؛ وأقرت بشهادتها في المحكمة تحت القَسم حيث أكدت على أن ويلي هي من حاولت ربط اتصال جنسي بالرئيس كلينتون في عام 1993 وأن كل ما حصل تم بالتراضي. تُضيف ليندا أن ويلي كان تمزح كثيرا مع الرئيس وأنها كان سعيدة ومتحمسة للقاء كلينتون عام 1993. ستة أصدقاء آخرين لويلي أكدوا خلال شهادتهم تحت القَسم أن ويلي سعت إلى القيام بعلاقة جنسية مع الرئيس. كين ستار الذي خُلع فيما بعد والذي كان يُحقق حينها في التاريخ الجنسي للرئيس كلينتون قرَّر أن بيل قد كذب تحت القَسم مرارا وتكرارا ولذلك خَلُصَ إلى أن هناك أدلة كافية لمتابعة القضية.

## قضية غلوريا ستاينم
في عام 1998 وخلال الافتتاحية السنوية لجريدة نيويورك تايمز؛ تحدثت غلوريا ستاينم عمَّا يُعرف برمز النسوية، أما فيلي جونز فقد قال: «يبدو أن السيد كلينتون جعل مشاكله الجنسية تمر بسهولة ... غريب!»، أما مقال الجريدة الأمريكية فقد ركز على حكايات النساء اللائي اتهمن بيل وعن معاناتهن عقب الكشف عن نوعية العلاقة التي ربطتهن ببيل كلينتون، وبيَّنت كيف تُعارض بعض النساء النسوية من خلال الدفاع عن كلينتون في مثل هذه القضايا؛ وقد تلقى مقال نيويورك تايمز بعض من الانتقادات عقب نشره؛ باعتباره منحازا للنسوية ولا يُبالي بحقيقة بيل وما إذا كان متهما فعلا أم لا خاصة أن هذا الأمر تكرر مع عشرات المشاهير والسياسيين في وقت سابق. بعد مرور الوقت وكما اتضح عام 2017 من خلال مقال ذي أتلانتيك فإن مقال ستاينم أصبح «سيء السمعة» وأن ذلك المقال جلب العار للجريدة باعتبار أن كاتبته لم تُفكر في تقصي الحقائق بل انطلقت من فكرة جوهرية مفادها الدفاع عن المرأة كيف ما كان وضعها وحتى إذا كانت ظالمة.

## الانتخابات الرئاسية 2016
عاد موضوع سوء السلوك الجنسي للرئيس السابق بيل كلينتون للواجهة خلال الانتخابات الرئاسية الأمريكية 2016 خاصة بعد ترشُّح زوجته هيلاري للرئاسة.
عادت أيضا ادعاءات برودريك للواجهة وتناولتها عشرات الصحف والمواقع الإعلامية؛ كما عادت برودريك لإجراء العديد من المقابلات الإعلامية وتحدثت فيها عن طبيعة العلاقة التي تجمعها ببيل وأكدت من جديد على أن كلينتون اغتصبها وأن زوجته هيلاري تعرف ذلك والدليل أن هيلاري هددتها وطلبت منها الصمت حيال هذا الموضوع. برودريك قالت أنها عادت للظهور إعلاميا منذ عام 2015 بعدما شاهدت بيانا صحفيا لهيلاري قالت فيه أن ضحايا الاعتداء الجنسي يجب ألا يصمتن وأن يكشفن عمَّا حصل. هذا وتجدر الإشارة إلى أن جونز كانت تدعم المرشح عن الحزب الجمهوري دونالد ترامب المتورط هو الآخر في قضايا اغتصاب وسوء سلوك جنسي ضد النساء.
في تشرين الأول/أكتوبر 2016 تسرَّب فيديو جديد يُظهر المرشح الجمهوري دونالد وهو يتحدث بطريقة بذيئة عن النساء حيث وصف نفسه بالنجم لأنه استطاع لمس ثديي إحدى النساء وقد حاولت هيلاري استغلال هذه النقطة لصالحها إلا أن ترامب نفسه أعاد موضوع بيل للواجهة بعدما ذَكَّرّ هيلاري بما فعله زوجها. دونالد ترامب لم يتوقف عند هذا الحد بل استضاف معظم النساء اللائي اتهمن بيل خلال المناظرة الرئاسية الثانية وذلك للضغط أكثر على هيلاري من أجل عدم التطرق لنقطة سوء السلوك الجنسي التي عُرف بها ترامب. برودريك كانت طبعا ضمن المجموعة التي أحظرها دونالد وقد صرحت وأبدت رأيها حول الموضوع فقالت: «تصرفات بيل كلينتون كانت أسوأ من كلام خصم زوجته ... يجب التركيز على ما فعله بيل حتى ينال عقابه».